# Zyklonsaison im Südwestindik 2008–2009
Die Zyklonsaison im Südwestindik 2008–2009  hat offiziell am 15. November 2008 begonnen und endete am 30. April 2009, mit Ausnahme von Mauritius und den Seychellen, wo sie erst am 15. Mai 2009 endete. Diese Daten begrenzen konventionell die Zeit des meteorologischen Jahres der Südhalbkugel, in denen sich im südwestlichen Indischen Ozean die meisten tropischen Wirbelstürme bilden. Die tropischen Wirbelstürme werden in diesem Becken durch das Regional Specialized Meteorological Centre (RSMC) in La Réunion, Frankreich überwacht. Das Verantwortungsgebiet von Météo-France umfasst den Indischen Ozean südlich des Äquators und westlich von 90° östlicher Länge. Tropische Wirbelstürme in diesem Becken werden Zyklone genannt.

## Stürme

### Tropische Störung 01
Am 6. Oktober klassifizierte das RSMC La Réunion ein Tiefdruckgebiet südsüdwestlich von Diego Garcia als Tropische Störung 01. Obwohl eine Intensivierung vorausgesagt wurde, begann das System auf seinem Weg in Richtung Rodriques mit seiner Auflösung. Am 8. Oktober wurde die letzte Warnung vor diesem tropischen System ausgegeben.

### Mäßiger Tropischer Sturm Asma
Am 16. Oktober klassifizierte das RSMC La Réunion ein Tiefdruckgebiet nordwestlich von Diego Garcia als Tropische Störung 02. Am Morgen des 17. Oktober intensivierte sich die Störung in ein tropisches Tiefdruckgebiet, das in südwestlicher Richtung zog. Am nächsten Morgen stufte Météo-France das System wieder zu einer Störung zurück, weil die nahezu sturmstarken Winde sich einige hundert Kilometer vom Sturmzentrum entfernt hatten. Ein Rückgang der vertikalen Windscherung und eine Verlagerung des Sturmzentrums veranlasste das RSMC, die Intensität am 19. Oktober wieder hinaufzusetzen.  Im Tagesverlauf stufte das RSMC La Réunion das System zu einem moderaten tropischen Sturm hoch und das Sub-Regional Tropical Cyclone Advisory Centre in Mauritius wies dem zweiten tropischen System der Saison dem Namen Asma zu.

### Mäßiger Tropischer Sturm Bernard
Ab dem 15. November bildete sich ein Tiefdruckgebiet, das sich am 19. November ostsüdöstlich von Diego Garcia soweit organisiert hatte, dass es durch das RSMC La Reunion als drittes tropisches Tiefdrucksystem des Zyklonjahres 2008/2009 klassifiziert wurde. Das System zog ostwärts und intensivierte sich im Tagesverlauf von einer tropischen Störung zur tropischen Depression und am 20. November zum Moderaten tropischen Sturm Bernard. Sechs Stunden später stufte das RSMC die Intensität zur tropischen Depression zurück. Diese zog weiter ostwärts und gelangte am 21. November in den Verantwortungsbereich des TCWCs in Perth, Western Australia, wo es sich einen Tag später auflöste.

### Schwerer Tropischer Sturm Cinda
Am Abend des 16. Dezembers gab das Joint Typhoon Warning Center einen Tropical Cyclone Formation Alert auf eine sich schnell organisierende Störung westlich von Diego Garcia aus. Das Zentrum entwickelte sich in Bodennähe zunehmend besser und zog ausreichend Konvektion an sich, sodass das RSMC La Reunion klassifizierte das System als tropische Depression. Die Windscherung war gering und die Ausströmung in der Höhe günstig für die weitere Entwicklung, sodass sich das System in der Frühe des 18. Dezembers zum Moderaten tropischen Sturm Cinda aufgestuft wurde. Sich in südsüdwestlicher Richtung von Diego Garcia entfernend intensivierte sich Cinda zum schweren tropischen Sturm, schwächte sich jedoch im Tagesverlauf wieder ab. Stärker werdende Windscherung sorgte dafür, dass sich das Auge nördlich der Konvektion befand. Am Morgen des 21. Dezembers degenerierte Cinda aufgrund der starken Windscherung in ein Resttief, etwa 400 km vor der Küste Madagaskars.

### Schwerer Tropischer Sturm Dongo
Das RSMC verfolgte das Resttief des Tropischen Zyklons Billy, der sich im Dezember 2008 in der australischen Region gebildet hatte, als es Anfang Januar in den südwestlichen Indischen Ozean gelangte. Am 8. Januar 2009 bildete sich nördlich der Reste des früheren tropischen Zyklons ein neues tropisches System, das sich am späten Vormittag soweit organisiert hatte, um als tropische Störung klassifiziert werden zu müssen. Am 9. Januar hatte sich das Tiefdruckgebiet zu einem tropischen Sturm verstärkt und erhielt den Namen Dongo. Dongo intensivierte sich weiter und erreichte am 11. Januar seine größte Intensität als schwerer tropischer Sturm mit andauernden Winden von 50 Knoten und einem Zentralluftdruck von 984 hPa. Der Zyklon verfolgte eine südsüdöstliche Richtung und wurde am 12. Januar außertropisch. Das System löste sich am folgenden Tag völlig auf.

### Mäßiger Tropischer Sturm Eric
Am 17. Januar identifizierte Météo-France in Reunion eine Wetterstörung nordöstlich von La Reunion, die sich deutlich besser organisierte und am 18. Januar westnordwestlich von Madagaskar als tropische Störung System klassifiziert wurde und sich am 19. Januar zu einem mäßigen tropischen Sturm intensivierte.

### Intensiver Tropischer Zyklon Fanele
Am 17. Januar wies das JTWC auf ein tropisches Tief vor der Küste Madagaskars bei Antananarivo in der Straße von Mosambik hin. Das System, zeigte Anzeichen einer schnellen Entwicklung des bodennahen Tiefes hin, und das Vorhandensein eines Antizyklons in der Höhe schuf günstige Bedingungen. Am Tag darauf gab das JTWC einen Tropical Cyclone Formation Alert aus und kurz darauf klassifizierte das RSMC La Reunion als Tropische Störung 07. Sechs Stunden später stufte das RSMC das System zu einer tropischen Depression hoch. Am nächsten Tag intensivierte sich das System zunächst zu einem mäßigen und im Tagesverlauf dann zu einem schweren tropischen Sturm.
Fanele intensivierte sich am Morgen des 20. Januar zu einem Intensiven Tropischen Zyklon mit Windgeschwindigkeiten von 100 Knoten. Zwischen 0:00 und 2:00 Uhr UTC am 21. Januar überquerte der Zyklon die Küstenlinie Madagaskars. Über Land verlor der Zyklon an Kraft. Am frühen Morgen des 22. Januar hatte sich Fanele zur Depression abgeschwächt. Das System gelangte dann wieder über das Wasser des Indischen Ozeans, wo sich Fanele nochmals zu einem moderaten tropischen Sturm intensivieren konnte, bevor er zu einem außertropischen Sturm wurde. Die Auswirkungen durch den Zyklon töteten neun Personen und machten mindestens 20.000 obdachlos.

### Intensiver Tropischer Zyklon Gael
Am 1. Februar klassifizierte das RSMC La Réunion ein System einige hundert Kilometer südlich von Diego Garcia als tropische Störung und stufte das System einige Stunden später zur Tropischen Wetterstörung 08 hoch. Das System zog stetig westwärts und intensivierte sich weiter. Am 3. Februar stellte Metéo-France fest, dass sich der Moderate tropische Sturm Gael gebildet hat. Am Nachmittag desselben Tages gab der französische Wetterdienst für die Inseln um Réunion „gelben“ Alarm aus und am 4. Februar rief der Wetterdienst von Mauritius seine Warnstufe II aus, da Gael sich der Insel von Nordosten näherte. Früh am 5. Februar stufte das RSMC Gael zum schweren tropischen Sturm hoch.

Die nächsten zwei Tage behielt Gael diese Stärke bei, bevor sich der Sturm zum schweren tropischen Sturm abschwächte. Der Sturm schwenkte östlich von Madagaskar auf eine südliche Richtung und später mehr nach Südosten. Am 10. Februar ging Gael über dem Südlichen Ozean in ein System mit einem kalten Kern über und das RSMC stellte seine Warnungen ein. 

### Schwerer Tropischer Sturm Hina
Südöstlich von Diego Garcia bildete sich ab dem 20. Februar eine tropische Wetterstörung, die sich intensiviert, sodass das JTWC am nächsten Tag einen Tropical Cyclone Forming Alert auslöste. Das RSMC La Reunion stufte das System am nächsten Tag zu einem mäßigen tropischen Sturm auf und vergab den Namen Hina; die Bezeichnung des JTWCs für das System ist 16S. Im Tagesverlauf baute Hina eine gut definierte Organisation und bildete Bandstrukturen. Am 22. Februar hatte sich Hina zu einem schweren tropischen Sturm verstärkt. Der Sturm schlug eine allgemein südliche Zugrichtung ein und blieb weit von Land entfernt. Spät am 25. Februar schwächte sich der Zyklon ab und später zu einer tropischen Störung, da Windscherung die Konvektion vom Zentrum freigestellt hat.

### Tropische Depression 10
Am 6. März begann das Joint Typhoon Warning Center mit der Beobachtung eines Tiefdruckgebietes (JTWC-Bezeichnung 19S), das sich am 9. März zu einer tropischen Depression intensivierte. Das System entwickelte sich jedoch nicht weiter und löste sich wegen starker Windscherung in der Frühe des 10. März auf, ohne sich zu einem tropischen Zyklon zu entwickeln. Es war die erste tropische Depression im Verantwortungsbereich von Metéo-France, die sich seit der Bildung des ersten tropischen Systems am 6. Oktober nicht zu einem tropischen Sturm intensivieren konnte.

### Schwerer Tropischer Sturm Izilda
In der Straße von Mosambik bildete sich um den 21. März eine tropische Störung, die vom JTWC am 24. März als Tropischer Zyklon 24S klassifiziert wurde. Das System driftete sehr langsam in südlicher und südwestlicher Richtung. Um die Mittagszeit des 25. März stufte Météo-France Izilda als schweren tropischen Zyklon ein, der mit zehnminütigen Windgeschwindigkeiten von 60 Knoten seine größte Intensität erreichte. Izilda behielt diese Stärke während des Tages bei, aufgrund der Wechselwirkungen durch die Insel Madagaskar und durch Windscherung löste sich Izilda am 27. März auf.
Bei der Annäherung an die madagassische Küste wurden für die Bereiche zwischen Morondava und Toliara Sturmwarnungen ausgegeben und die örtlichen Fischer wurden aufgefordert, den Hafen wegen starken Wellengangs nicht zu verlassen. Die Behörden befürchteten eine Verschlimmerung der Situation für etwa 4000 durch frühere Überflutungen auf der Insel obdachlos gewordene Einwohner. Izilda passierte als tropische Depression die Insel Europa; von dort wurden keine Schäden gemeldet. Izilda brachte für Teile des Südwestens von Madagaskar und die Insel Europa mäßige Regenfälle mit sich. Bis zu 8 m hohe Wellen erreichten die Küstenlinien von Mosambik und Madagaskar, als Izilda am 25. März nahezu stationär war.

### Schwerer Tropischer Sturm Jade
Am 4. April bildete sich nordöstlich von La Reunion die zwölfte tropische Wetterstörung der Zyklonsaison 2008–2009 im südwestlichen Indik, die vom RSMC La Reunion früh am 5. April zum tropischen Tiefdruckgebiet und am selben Nachmittag zum moderaten tropischen Zyklon mit dem Namen Jade hochgestuft wurde. Das System zog in südwestlicher Richtung. In den Abendstunden des 5. April erreichte Jade die Stärke eines schweren tropischen Sturmes, der sich nach dem Landfall bei Antalaha auf Madagaskar im Zeitraum zwischen 6:00 und 8:00 Uhr UTC am 6. April zunächst zu einem moderaten tropischen Zyklon abschwächte und schließlich zu einer tropischen Depression über Land. Am 7. April gelangte das System im Südosten Madagaskars wieder über Wasser und reintensivierte sich zu einem moderaten tropischen Zyklon. Am 8. April setzte das RSMC die Intensität des nunmehr Südosten ziehenden Systems herab.
Starke Niederschläge des Zyklons brachten im Norden der Insel ein Haus zum Einsturz, wodurch drei Personen getötet wurden. Fünf Personen verloren ihr Leben im Südosten des Landes. Insgesamt tötete Jade auf der Insel 15 Personen und machte 22.900 obdachlos.

## Sturmnamen
Tropische Wirbelstürme erhalten in diesem Becken einen Namen, sofern sie mindestens die Stärke eines moderaten tropischen Sturmes erreichen. Wenn ein System diese Stärke westlich von 55° östlicher Länge erreicht, wird der Name durch das Sub-Regional Tropical Cyclone Advisory Centre in Madagaskar zugewiesen; erreicht der Sturm diese Stärke zwischen 55° und 90° östlicher Länge ist das Regional Tropical Cyclone Advisory Centre in Mauritius für die Namensvergabe zuständig. Neue Namenslisten werden jedes Jahr herausgegeben, weswegen von der Liste der Namen tropischer Wirbelstürme keine Namen gestrichen werden. Die Namensliste für die Zyklonsaison im Südwestindik 2008–2009 wurde durch Météo-France am 20. August bekanntgegeben. Die folgenden Namen wurden für benannte Stürme benutzt:
Asma, Bernard, Cinda, Dongo, Eric, Fanele, Gael, Hina, Izilda, Jade